# 寬唇松蘭
寬唇松蘭（学名：Gastrochilus matsudae）为蘭科松蘭(肚唇蘭)屬下的一个种。

## 扩展阅读
- 維基物種上的相關：寬唇松蘭